# Cachoeira de Pajeú
Cachoeira de Pajeú è un comune del Brasile nello Stato del Minas Gerais, parte della mesoregione di Jequitinhonha e della microregione di Pedra Azul.